# Курган Адама Мицкевича
Курга́н бессме́ртия Ада́ма Мицке́вича (бел. Курган Бессмяротнасці Адама Міцкевіча) — искусственный холм в Новогрудке, насыпанный в 1920-х годах в честь известного поэта, писателя и публициста Адама Мицкевича, где прошли его детские годы и в окрестностях которого происходят многие события его произведений. Подобная практика создания кургана в честь отдельного человека является уникальной для Белоруссии. Курган был объявлен историко-культурным наследием международного значения.

## История

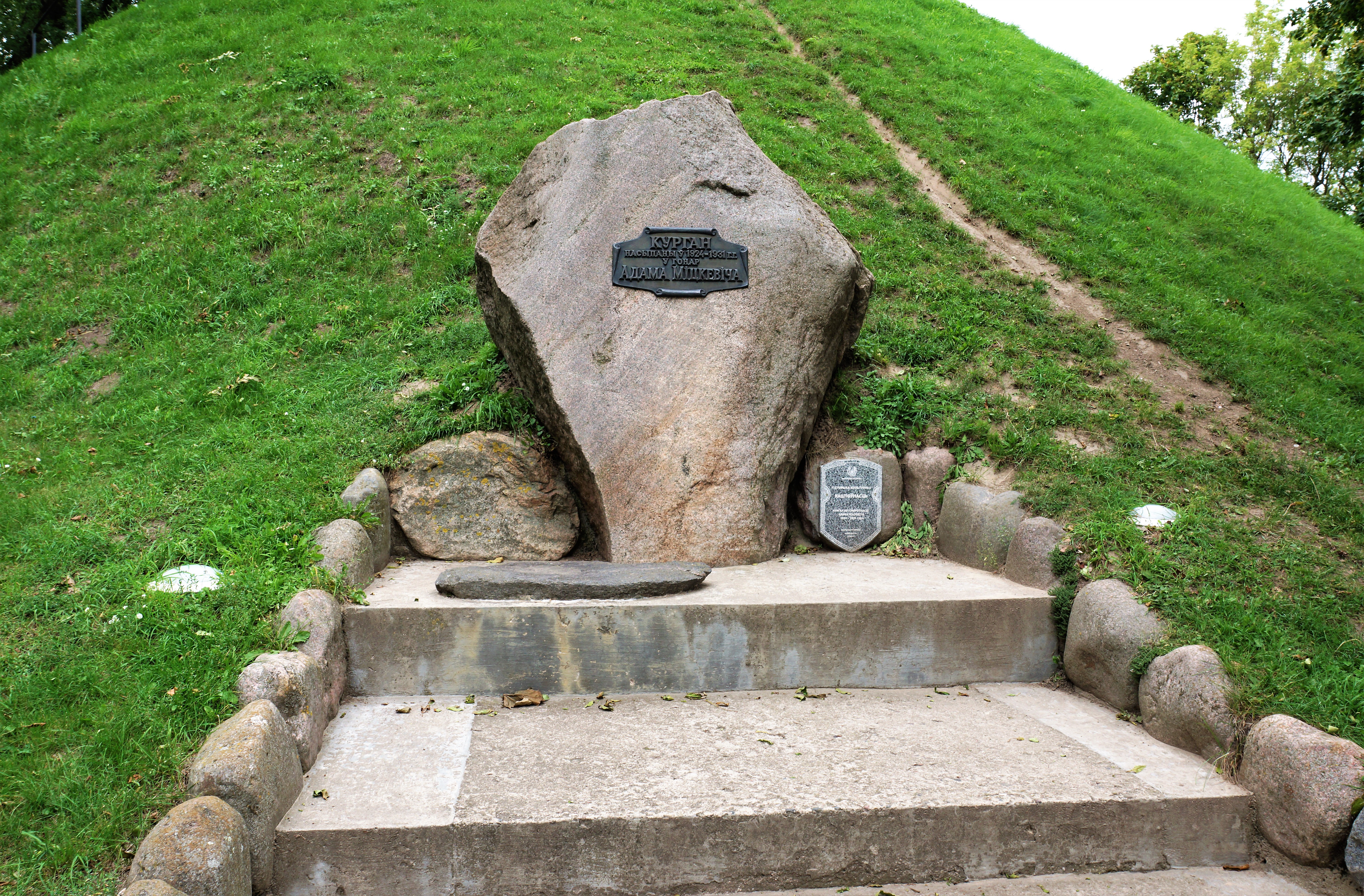
Валун с надписью.

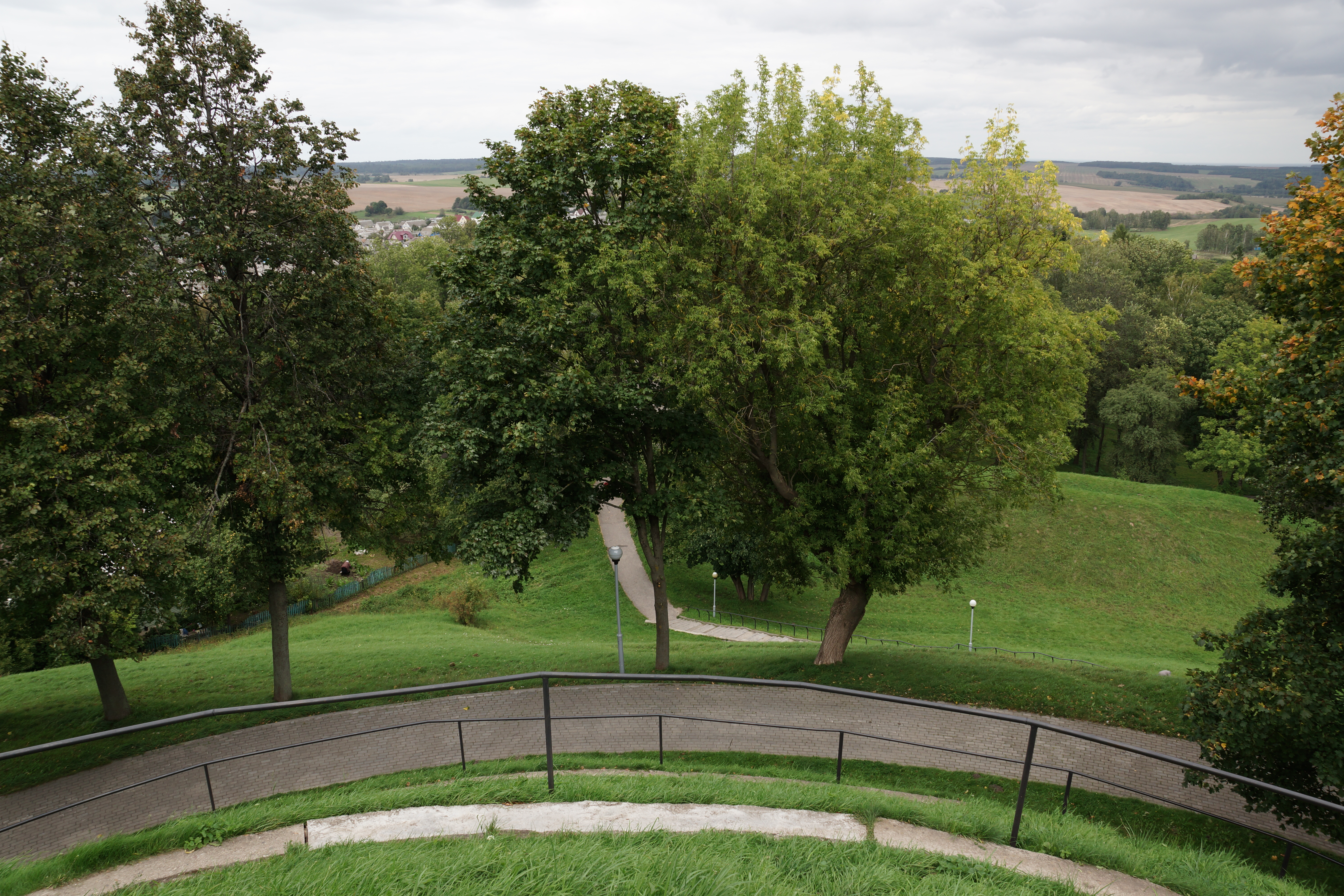
Вид с кургана.

В 1924 году по инициативе Комитета Мицкевича в начале января были приглашены литературоведы из университетов Польши, учёные, которые поддержали усилия жителей Новогрудка увековечить память о великом поэте в насыпке монументального кургана. Участок для кургана был куплен за 6 тысяч злотых. Земляные работы были официально были начаты в 1924 году. 27 мая 1924 года на месте будущего кургана была закопана капсула с текстом на пергаменте. Президент Польши Станислав Войцеховский первым бросил землю на место, где должен был быть курган, затем члены Комитета Мицкевича, жители Новогрудка, представители всех повятов воеводства, из других частей Польши и Литвы.
Ежедневно холм рос, так как туристы, приезжающие из мест, связанных с поэзией Мицкевича, привозили со своей родины землю. Те, кто не мог сделать это лично, присылали по почте землю с лаконичной надписью «Новогрудок, земля для увековечения памяти поэта Адама Мицкевича». Поддерживаемый участием простых людей, туристов, общественных организаций и отдельных учреждений, холм наращивался, однако завершить строительство до конца по плану оказалось невозможно.
В ноябре 1930 года, в честь 75-летнего юбилея А. Мицкевича, комитет принял решение завершить насыпку памятника. В следующем году июнь был объявлен «Днями Мицкевича». В течение июня туристические группы и экскурсии отправлялись в Новогрудок. Все они участвовали в засыпке кургана, а затем получали значки и записывались в памятную книгу.
28 июня 1931 года в Новогрудке состоялось официальное открытие кургана, в котором принял участие президент Польши Игнаций Мосцицкий; также на церемонию прибыли известные литературоведы, учёные, городские делегаты, представители многих организаций и учреждений. После официальной церемонии в католическом костёле Преображения Господня, где был крещён поэт, у кургана прошёл городской фестиваль. Новогрудок стал традиционным местом ежегодного фестиваля с народными песнями и танцами, посвящённого поэту А. Мицкевичу.
Около подножия кургана была установлена стела с надписью-посвящением, которая в 1998 году в связи с празднеством 200-летия со дня рождения поэта была заменена на валун.
Недалеко от кургана в 1992 году был установлен также памятник А. Мицкевичу.

## Легенда
Легенда о душе поэта бессмертна. Среди местных жителей бытует легенда, что во время народных праздников поэт возвращается из Вавельского собора в родные места ночью. Проходя мимо замка, он поднимается на курган, насыпанный в его честь, чтобы услышать эхо наднеманских песен, почувствовать их благозвучие, прелесть. После долго и задумчиво сидит на пороге родительского дома.